# Thil, Haute-Garonne

Thil este o comună în departamentul Haute-Garonne din sudul Franței. În 2009 avea o populație de 1.132 de locuitori.

## Evoluția populației
| An        | 1975 | 1982 | 1990 | 1999 | 2006 | 2009  |
| --------- | ---- | ---- | ---- | ---- | ---- | ----- |
| Populație | 425  | 563  | 735  | 831  | 972  | 1.132 |